# Cianuro di zinco
Il cianuro di zinco è un composto inorganico con formula Zn(CN)2. È un solido bianco che viene utilizzato principalmente per la galvanica dello zinco, ma ha anche applicazioni più specializzate per la sintesi di composti organici.

## Struttura
Nel cianuro di zinco, lo zinco è un complesso di coordinazione tetraedrica, tutto collegato da leganti a ponte di cianuro. La struttura è composta da due strutture "interpenetranti" (blu e rossa nella foto sopra). Tali strutture sono talvolta chiamate strutture "diamantoidi espanse". Alcune forme di silice adottano una struttura simile, in cui i centri tetraedrici di silicio sono collegati da ossidi. Il gruppo del cianuro mostra un disordine dalla testa alla coda con qualsiasi atomo di zinco che ha da uno a quattro vicini di carbonio, e il resto sono atomi di azoto Mostra uno dei più grandi coefficienti negativi di espansione termica (che supera il precedente detentore del record, il tungstato di zirconio).

## Proprietà chimiche
Come tipico per un polimero inorganico, il cianuro di zinco è insolubile nella maggior parte dei solventi. Il solido si dissolve, o più precisamente, viene degradato da soluzioni acquose di ligandi basici come idrossido, ammoniaca e cianuro aggiuntivo per dare complessi anionici.

## Sintesi
Il cianuro di zinco è facile da produrre combinando soluzioni acquose di cianuro e ioni zinco, ad esempio tramite la doppia reazione di sostituzione tra cianuro di potassio (KCN) e solfato di zinco (ZnSO4):
{\displaystyle {\ce {ZnSO4\ +\ 2KCN->Zn(CN)2\ +\ K2SO4}}}
Per le applicazioni commerciali, si fa uno sforzo per evitare le impurità dell'alogenuro utilizzando sali di acetato di zinco:
{\displaystyle {\ce {Zn(CH3COO)2\ +\ HCN->Zn(CN)2\ +\ 2CH3COOH}}}
Il cianuro di zinco è anche prodotto come sottoprodotto di alcuni metodi di estrazione dell'oro. Le procedure per isolare l'oro dal cianuro d'oro acquoso a volte richiedono l'aggiunta di zinco:
{\displaystyle {\ce {2[Au(CN)2]^{-}\ +\ Zn->2Au\ +\ Zn(CN)2\ +\ 2CN^{-}}}}

## Applicazioni

### Galvanotecnica
L'applicazione principale del cianuro di zinco è per la galvanica dello zinco da soluzioni acquose contenenti cianuro aggiuntivo.

### Sintesi organica
Il cianuro di zinco viene utilizzato per introdurre il gruppo formile nei composti aromatici nella reazione di Gattermann, dove rappresenta un'alternativa conveniente, più sicura e non gassosa all'acido cianidrico (HCN). Poiché la reazione utilizza acido cloridrico (HCl), il cianuro di zinco fornisce anche la reazione in situ con cloruro di zinco (ZnCl2), un catalizzatore acido di Lewis. Esempi di cianuro di zinco utilizzati in questo modo includono la sintesi di 2-idrossi-1-naftaldeide e mesitaldeide.
Il cianuro di zinco è anche impiegato come catalizzatore per la cianosililazione di aldeidi e chetoni.